# 艾努瓦尔
艾努瓦尔（1948年—），哈萨克族，中华人民共和国政治人物、第十一届全国政协委员。
加入中国共产党，担任十一届全国政协常务委员、新疆维吾尔自治区环境保护局党组书记。2008年，当选第十一届全国政协常务委员，代表少数民族界，分入第四十九组。